# 城西川越中学校・城西大学付属川越高等学校
城西川越中学校・城西大学付属川越高等学校（じょうさいかわごえちゅうがっこう・じょうさいだいがくふぞくかわごえこうとうがっこう） は、埼玉県川越市山田東町に所在し、中高一貫教育を提供する私立男子中学校・高等学校。
略称「城川（じょうかわ）」、「城西」、「城西川越」、「城西大川越」、「城西大付川越」。

## 概要
高校は城西大学付属と冠しているが、設置者は学校法人城西大学ではなく、同大学の系属校としての位置づけである。もともとは城西大学の系属校として開校したが、入学してくる生徒の学力が年を追うごとに上昇するとともに生徒の他大学受験志向が強まり、1980年代後半には城西大学への推薦入学を希望する者はわずかとなった。現在では他大学への進学者が大多数を占めている。
中学校を創設する際「大学付属」を取った「城西川越中学校」の名前で開校してからは、高校のほうも「城西川越高校」と呼ぶのがむしろ普通となった（あくまで正式名称はもとのままである）。
学校周辺は田んぼが広がり自然豊かであり、正門付近にあるケヤキの木をシンボルマークとしている。
また、2008年5月より法人名が学校法人城西第二学園から学校法人城西川越学園に変更された。

## 特色
中高共通して英語教育に最も力を入れている。

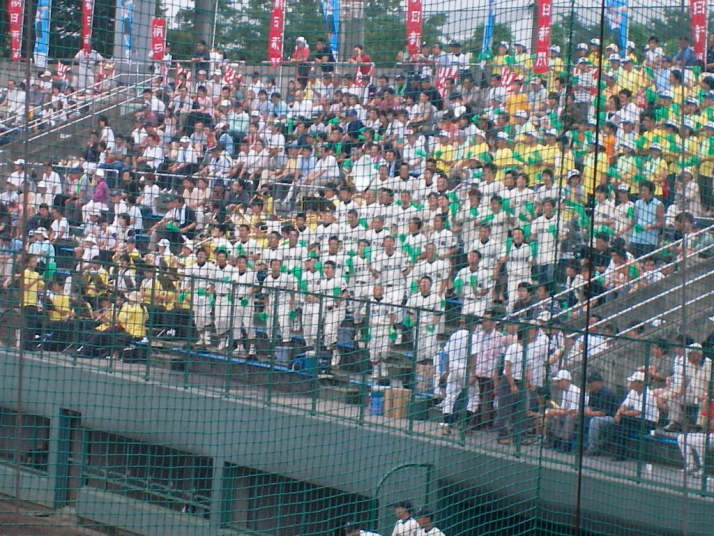
第88回全国高等学校選手権埼玉大会4回戦
浦和学院高校戦での硬式野球部の応援

英語科全体の考え方として、各英語教員が授業の中で特に中学生及び高1生に対して、英文を読めるようになるには以下のことが重要であると強調している。
1. 文型を正確に把握する
2. 直訳できる力を身につける

### 教育方針
- 建学の精神「報恩感謝（恩に報い、感謝の念を忘れない）」の念を発揚して、独立自尊・恩愛に報い、心身ともに健康で社会の発展に奉仕する人材の育成をはかる。[1]
- 勤勉努力、自学自習、学力の向上

### コース（高校）
- 内進コース（内部進学生）
- 進学コース（高校入学生）
- 特進コース（高校入学生）
- 特選コース（高校入学生）

上記4コース制である。高校から入学した者は特選コース・特進コース・進学コースのいずれかに所属することになる。
1・2年次は他のコースの生徒同士でクラスが同じになることはないが、3年次のみ、内進の生徒と高入の生徒が混合し、各自が志望する大学・学部や受験科目に応じて13コースに分かれる。
2004年度より特進コース・文理（現：進学）コースともに1週の授業単位が35時間と統一された。（それまでは特進コースの方が1単位多かった。）しかし、定期試験の科目数に関しては特進コースの方が文理（現：進学）コースよりも多い場合もある。
2012年度入学生より、新たに「特選クラス」が加わった。特選クラスのみ、月曜・水曜・金曜の週3日が7時間授業となる(それ以外の生徒は金曜のみ7時間授業)。

### シンボル等
校章は、羅針盤の中心に「高」（もしくは「中」）の文字を置き、その周囲にケヤキの葉を配したもので、以下の要素を持つとされる。
- 十字の羅針 → 人生行路の指針を誤らせないための方位を示し、大志をもつ青年に注意を促す。
- ケヤキの葉 → 学校の象徴で、人生に必要な次の要素をケヤキに託す。

1. ケヤキは大樹となることから、生徒に大器になって欲しい。
2. ケヤキは大家の柱となることから、国家社会の柱となるように、自らにも背骨としての柱を入れてほしい。

また、正規の校章とは別にJosai Kawagoe のそれぞれ頭の文字をとった「JK」がシンボルマークとなっており、制服のワイシャツの胸ポケット部分にはそのマークのワッペンが付いている。この他、学校の昇降口前に高く立派な欅が立っており、欅もまたこの学校のシンボル的な存在である。
2000年頃には有志の生徒にイラスト案を募り、それをもとに「けやき君」というマスコットキャラクターができた。
現在ではスクールバスの一部の車両にそれが大きくペイントされている。さらに近年、「けやき君グッズ」と称され、けやき君に関する菓子・文房具が校内行事や地元イベント時に販売されている。

## 部活動・同好会
☆は高校のみ。
以下のものに加え、部活動・同好会ではないが、中学・高校生徒会と有志によって活動されている有志団体和太鼓「欅」（けやき、2005年度結成）がある。体育祭・文化祭等の校内行事での演奏のほか、以外にも校外での年間40回以上のボランティア活動・公演を行っており、全国大会にも出場（2007年度、2008年度、2010年度、2014年度、2016年度、2018年度）を果たしている。
- コンピューター部
- 吹奏楽部
- 鉄道研究会
- 美術部
- 物理部
- 科学部
- 生物部
- 囲碁・将棋部
- 英語部 ☆
- 合唱部 ☆
- 物理部 ☆
- 古典ギター同好会 ☆
- 数学研究会 ☆
- 相撲研究会 ☆
- 歴史研究会 ☆
- エコカー部
- サッカー部
- テニス部
- ラグビー部
- 柔道部
- 剣道部
- 野球部
- 陸上競技部
- ハンドボール部
- バスケットボール部
- 卓球部
- 山岳部 ☆
- ソフトテニス部 ☆
- バドミントン部
- バレーボール部 ☆
- サイクリング同好会 ☆
- 軟式野球同好会 ☆
2011年秋季関東大会出場
- ゴルフ同好会 ☆

## 沿革
- 1971年（昭和46年）12月 - 城西大学付属川越高等学校 設立認可。
- 1972年（昭和47年）4月 - 城西大学付属川越高等学校 開校。
- 1972年（昭和47年）6月 - 開校記念式典 挙行。
- 1974年（昭和49年）4月 - 体育館 竣工。
- 1975年（昭和50年）3月 - 第1回卒業式 挙行。
- 1979年（昭和54年）12月 - 生徒ホール兼食堂 竣工。
- 1980年（昭和55年）10月 - クラブ棟・合宿棟 竣工。
- 1982年（昭和57年）2月 - 図書館棟 竣工。
- 1983年（昭和58年）11月 - 武道館兼合宿棟 竣工。
- 1990年（平成2年）8月 - 第2グラウンド 竣工。
- 1991年（平成3年）9月 - 東館（特別教室・ミーティングルーム・トレーニングルーム等） 竣工。
- 1992年（平成4年） 4月 - 城西川越中学校 開校。
- 1993年（平成5年） 9月 - CAI（コンピュータ）教室 設置。
- 1995年（平成7年） 4月 - 2コース制（特進・文理）導入。
- 1995年（平成7年）12月 - 第3グラウンド 竣工。
- 1997年（平成9年） 2月 - 推薦入試制度 導入。
- 1999年（平成11年）9月 - PC（コンピュータ）教室 設置。
- 2000年（平成12年）4月 - 第4グラウンド 竣工。
- 2005年（平成17年）4月 - 新音楽室 設置。
- 2007年（平成19年）8月 - 和太鼓『欅』初の全国大会出場。
- 2011年（平成23年）12月 - 新校舎（新南館）竣工。
- 2012年（平成24年）4月 ‐ 本館改装工事 竣工。
- 2015年（平成27年）9月 - ICT教育 導入。
- 2017年（平成29年）6月 - 新部室棟 就工。

## 必履修科目未履修問題
2006年11月、高校において必履修科目未履修問題が発覚した。教科は、「情報」「家庭基礎」「芸術」「体育」。

## 文化祭(けやき祭)
城西川越の文化祭は、中・高合同で実施する。
中学は学年ごとにテーマが決まっており、そのテーマに沿って文化祭に参加し、高校生は各クラスごとに参加、また部活で参加する団体もある。

## その他
2010年度より、制服のデザインが変更された。
2012年に新校舎、2017年に新部室棟が完成した。

## 著名な出身者
- 斉藤直哉 - 野球
- 佐久間悟 - サッカー
- スタパ齋藤 - ライター
- 宮島大輔 - アナウンサー
- 村山耕一 - 報道記者
- 飯野賢治（中退） - 元ゲームクリエイター
- 前田健 - 野球
- 神田英宣 - 元防衛大学校准教授
- 新井悦二 - 政治家
- 袴田武史 - ispace創業者・CEO、元HAKUTO代表
- 松本光司 - 漫画家
- 藤島秀憲 - 歌人
- 吉田幸弘 - 実業家

## 交通
- 川越駅・本川越駅より
  - 東武バス川越02系統「城西高校」「八幡団地」「東松山駅」行きまたは
  - 東武バス川越03系統「鴻巣駅」「鴻巣免許センター」「新荒子」行き、「城西高校」徒歩6分。
- 桶川駅より東武バス川越04系統「川越駅」行き、「二本松」バス停留所下車。
- 川越駅・本川越駅・坂戸駅・桶川駅よりスクールバスあり。